# Jon-Nilstjärnen
Jon-Nilstjärnen är en sjö i Örnsköldsviks kommun i Ångermanland och ingår i Lögdeälven-Husåns kustområde.